# 134P/Kowal-Vávrová
134P/Kowal-Vávrová, komet Jupiterove obitelji.